# Stadio Pocitos
Lo stadio Pocitos (spagn. estadio Pocitos) era uno stadio di calcio situato nel quartiere di Pocitos a Montevideo, Uruguay.
Edificato nel 1921, fu utilizzato come proprio impianto casalingo dal Peñarol, che vi esordì il 6 novembre di quell'anno in amichevole (finita 1-1) contro il River Plate di Buenos Aires.
Nonostante la sua ridotta capienza, lo stadio Pocitos ospitò, nel 1930, due partite del primo mondiale di calcio, disputatosi proprio in Uruguay. Per la verità, nei programmi originari degli organizzatori del mondiale, le sfide in questione si sarebbero dovute giocare ambedue al Centenario: tuttavia, i lavori di edificazione di quest'ultimo (costruito appositamente per il mondiale del 1930) furono ritardati dal maltempo e poterono concludersi solo giusto in tempo per l'esordio, il 18 luglio, dell'Uruguay padrone di casa.
Il 13 luglio andò in scena allo stadio Pocitos la prima partita della storia dei mondiali di calcio (in contemporanea con un'altra) tra Francia e Messico, valevole per il gruppo 1: al 19' minuto, il francese Lucien Laurent realizzò il primo goal della storia dei mondiali, battendo il portiere messicano Óscar Bonfiglio. La partita finì 4-1 per i francesi.
L'indomani, il piccolo stadio fu teatro di una nuova partita, quella tra Romania e Perù, valevole per il gruppo 3 (nel quale era ricompreso anche l'Uruguay padrone di casa): la vittoria arrise ai rumeni, che si imposero per 3-1.
Fino al 1933, lo stadio Pocitos continuò ad essere utilizzato dal Peñarol per le gare interne di campionato. Quell'anno, poi, il club aurinegro ripiegò su stadi ben più grandi, il Las Acacias (noto oggi con il nome di "stadio Contador Damiani") e, per le gare più importanti, il Centenario.
Il piccolo stadio di Pocitos fu demolito nel 1940, per lasciar spazio alle nuove strade e ai palazzi del crescente quartiere montevideano. Tuttavia, data l'importanza che questo impianto ha rivestito nella storia dei mondiali di calcio (teatro della prima partita e del primo goal della storia della massima rassegna calcistica), è stato collocato un piccolo monumento in calle Coronel Alegre, presso l'intersezione con calle Charrúa, nel punto in cui sorgeva il centro del terreno di gioco.